# میکه ده نوی
میکه ده نوی (انگلیسی: Meike de Nooy؛ زادهٔ ۲ مهٔ ۱۹۸۳) بازیکن واترپلو اهل هلند است.